# Georg Rothenberger
Georg Rothenberger (* 30. Mai 1889; † April 1973 in St. Gallen) war Co-Trainer der Schweizer Männer-Feldhandballnationalmannschaft im ersten Länderspiel der Schweiz 1935.

## Handball
Rothenberger war Mitglied der Spielkommission des Eidgenössischen Turnvereins. In dieser Funktion reiste er an das erste Feldhandballländerspiel der Schweiz mit.
Als Vorbereitung für die Olympischen Spiele 1936 war er zuständig für wöchentliche Übungen im Januar und Februar 1936 in Zürich. Daneben gab es solche Übungen in Basel und Bern.

## Ehrungen
- 1941: Ehrenmitglied des Eidgenössischen Turnvereins[1][5]